# Coptocycla undecimpunctata
Coptocycla undecimpunctata és una espècie de coleòpter de la família dels crisomèlids. Viu a Sud-amèrica. Va ser descrit per primera vegada el 1781 per Fabricius.